# 阿根廷湖縣

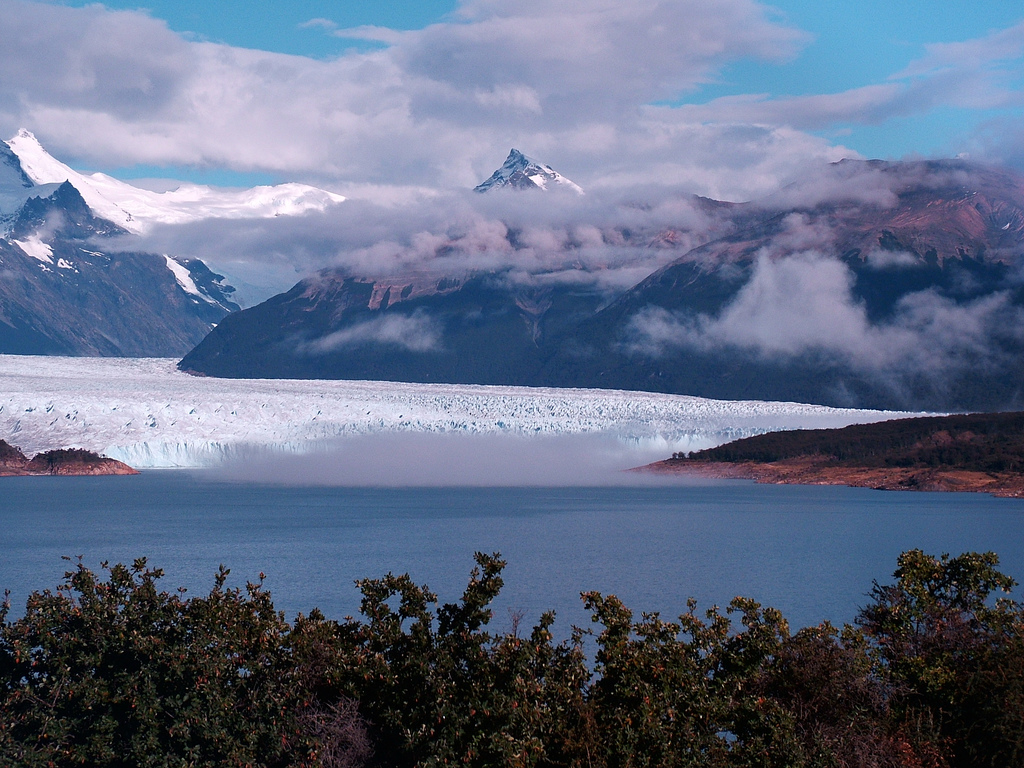

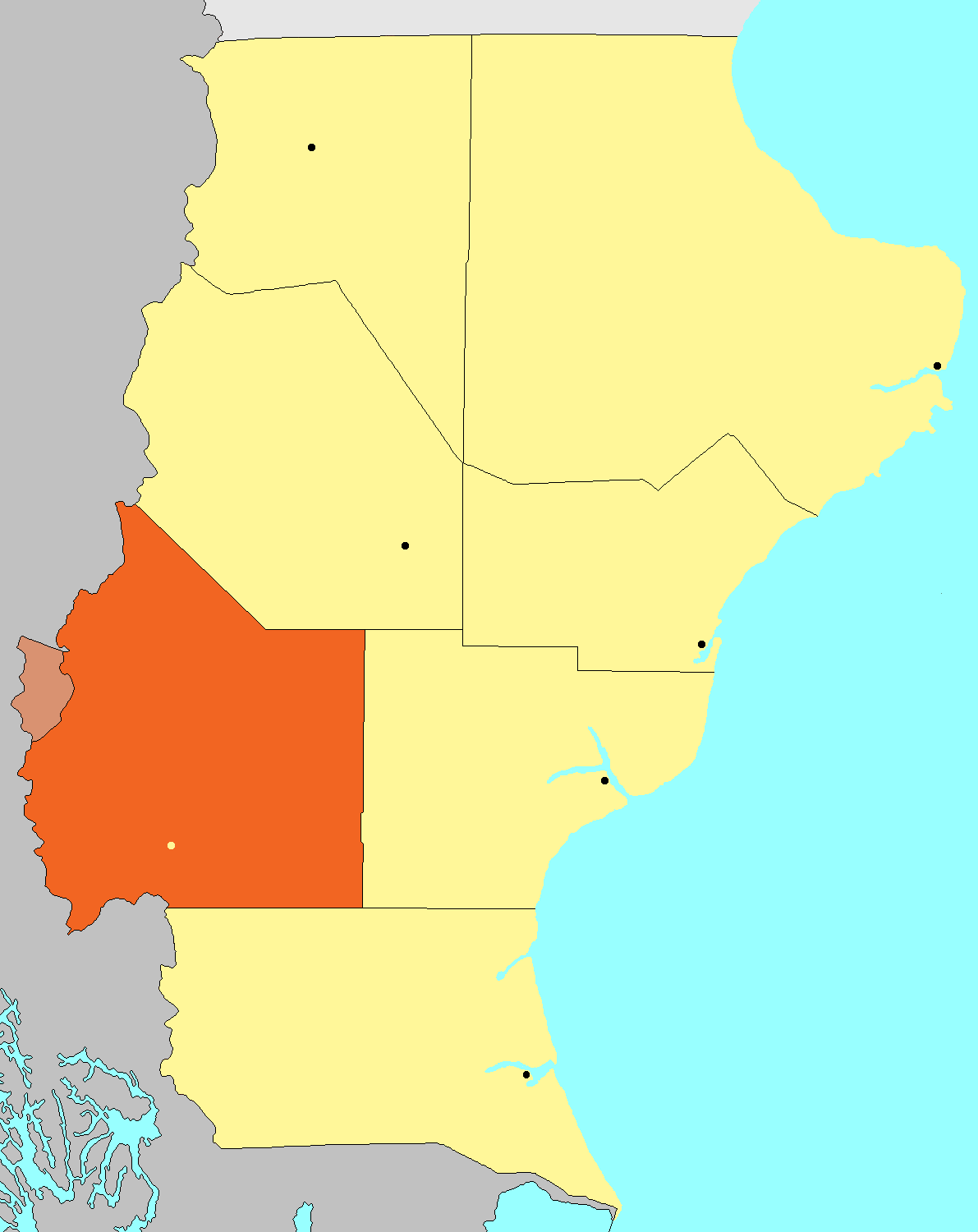

阿根廷湖縣（西班牙語：Departamento Lago Argentino），是阿根廷的縣份，位於該國南部聖克魯斯省，首府設於埃爾卡拉法特，面積37,292平方公里，2010年人口18,864，人口密度每平方公里0.50人。
50°20′19″S 72°16′26″W / 50.33861°S 72.27389°W